# Uckerby
Uckerby – osada w Anglii, w hrabstwie North Yorkshire, w dystrykcie (unitary authority) North Yorkshire. Leży 62 km na północny zachód od miasta York i 338 km na północ od Londynu.